# I'm Free/We're Not Gonna Take It
I'm Free/We're Not Gonna Take It è il 16° singolo dei The Who pubblicato nel 1969.

## Storia
Il singolo venne ritirato dal commercio e sostituito dall'EP Tommy nel 1970.

## Tracce
Lato A
1. I'm Free – 2:39 (Pete Townshend)

Lato B
1. We're Not Gonna Take It – 7:02 (Pete Townshend)